# Шаш-макам
Шаш-маком (або шашмаком; тадж. Шашмақом; узб. Shashmaqam, дослівно — «шість макомів») — 6 макомів, об'єднаних в єдиний цикл.
Шашмаком сформувався в Бухарі в XVIII ст., включає маком «Бузрук» («Бузург»), «Рост», «Наво», «Дугох», «Сегох» і «Ірок», що мають по два основних розділи — інструментальний мушкілот і вокальний наср.
Інструментальний розділ складається з частин тасниф, тарджи, гардун, мухаммас, сакиль. Але в кожному макомі їх мелодичний матеріал різний. Визначальною є інструментальна частина тасніф, її інтонаційно-мелодичний матеріал використовується і у вокальних розділах. У кожній частині інструментального розділу макому наявні мелодичні побудови — хона (тематичне зерно) і бозгуй (повторювана частина мелодії), які відіграють вирішальну роль у формоутворенні. Вокальний розділ макому складається з шу'ба, що об'єднуються в дві групи. Перша включає сарахбор, талкин, наср, друга — талкинча, кашкарча, сокинома, уфар та інші. Важливі у формотворенні шу'ба — намуди — певні мелодичні побудови (Намуді Уззол, Намуді Наво, Намуді Байот). Деякі намуди використовуються як Авджа (Намуді Ушшок) — виразні і протяжні кульмінаційні побудови. Найпоширеніші авджа турк, зебо парі, мухайяр.
Основними музичними інструментами, які беруть участь у виконанні шашмакома, є танбур і дойра, використовуються ансамблі народних інструментів. Настроювання танбура визначає ладову основу кожного макому. Основоположним моментом в макомі в традиційній музиці взагалі є усулі, що знаходяться в тісному зв'язку з розміром вірша класичної поезії (аруз). У шашмакомі використовуються газелі таджицьких поетів-класиків: Рудакі, Хафиза, Хилолі, Джамі, Зебуніссо, Мушфікі, Бедиля, і д.р.
Перші збірники Шшашмакомів (без тексту) в запису В. А. Успенського опубліковано в 1924; повний цикл (з текстом) був вперше виданий в 1950-67 роках.